# Vallentuna landsfiskalsdistrikt
Vallentuna landsfiskalsdistrikt var 1918–1964 ett landsfiskalsdistrikt i Stockholms län, bildat den 1 februari 1918, en månad efter Sveriges indelning i landsfiskalsdistrikt trädde i kraft den 1 januari 1918, enligt beslut den 7 september 1917. Anledningen till att detta landsfiskalsdistrikt inte bildades den 1 januari 1918 fanns i beslut från den 14 januari och den 1 februari 1918. Den 1 januari 1965 avskaffades i Sverige samtliga landsfiskaler och landsfiskalsdistrikt, och deras arbetsuppgifter delades upp på de nyskapade indelningarna polisdistrikt, åklagardistrikt och kronofogdedistrikt.
Landsfiskalsdistriktet låg under länsstyrelsen i Stockholms län.

## Ingående områden
När Sveriges nya indelning i landsfiskalsdistrikt trädde i kraft den 1 oktober 1941 (enligt kungörelsen den 28 juni 1941) tillfördes kommunerna Lunda, Markim och Skånela från det upplösta Långhundra landsfiskalsdistrikt och kommunerna Fresta och Hammarby från Ärlinghundra landsfiskalsdistrikt. När Sveriges nya indelning i landsfiskalsdistrikt trädde i kraft den 1 januari 1952 (enligt kungörelsen 1 juni 1951) ändrades distriktets omfattning.

### Från 1918
Långhundra härad:
- Kårsta landskommun
- Närtuna landskommun

Seminghundra härad:
- Frösunda landskommun
- Orkesta landskommun

Vallentuna härad:
- Angarns landskommun
- Vada landskommun
- Vallentuna landskommun
- Össeby-Garns landskommun

### Från 1 oktober 1941
Långhundra härad:
- Kårsta landskommun
- Närtuna landskommun

Seminghundra härad:
- Frösunda landskommun
- Lunda landskommun
- Markims landskommun
- Orkesta landskommun
- Skånela landskommun

Vallentuna härad:
- Angarns landskommun
- Fresta landskommun
- Hammarby landskommun
- Vada landskommun
- Vallentuna landskommun
- Össeby-Garns landskommun

### Från 1 januari 1952
- Upplands-Väsby landskommun
- Vallentuna landskommun
- Össeby landskommun